# إنترنت الأشياء الموسيقية
إنترنت الأشياء الموسيقية (بالإنجليزية: Internet of Musical Things) المعروف أيضًا باسم آيو موستي (بالإنجليزية: IoMusT) هو مجال بحثي يهدف إلى جلب اتصال إنترنت الأشياء إلى الممارسات الموسيقية والفنية. علاوة على ذلك، فهو يشمل المفاهيم القادمة من الحوسبة الموسيقية [الإنجليزية]، والموسيقى في كل مكان، والتفاعل بين الإنسان والحاسوب، والذكاء الاصطناعي، والواقع المعزز، والواقع الافتراضي، والألعاب، والفن التشاركي، والواجهات الجديدة للتعبير الموسيقي. من منظور حسابي، يشير آيو موستي إلى الشبكات المحلية أو البعيدة المضمنة بأجهزة قادرة على إنشاء و/أو تشغيل محتوى موسيقي.

## مقدمة
مصطلح «إنترنت الأشياء» (IoT) قابل للتوسع ليشمل أي كائن يومي متصل بالإنترنت، حيث تزداد قدراته من خلال تبادل المعلومات مع عناصر أخرى موجودة في الشبكة لتحقيق هدف مشترك. وبفضل التقدم التكنولوجي الذي حدث في العقود الأخيرة، انتشر استخدامه في العديد من مجالات الأداء، حيث يساعد في التحليل الطبي، ومراقبة حركة المرور، وأمن المنازل. عندما تلتقي مفاهيمها بالموسيقى، ينشأ إنترنت الأشياء الموسيقية (آيو موستي).
ويحصل مصطلح «إنترنت الأشياء الموسيقية» أيضًا على العديد من التصنيفات، وفقًا لاستخدام بعض المؤلفين. على سبيل المثال، يستخدم هازارد وآخرون هذه الخاصية في سياق الآلات الموسيقية التي تحتوي على رمز الاستجابة السريعة الذي يوجه المستخدم إلى صفحة تحتوي على معلومات حول هذه الآلة، مثل تاريخ التصنيع والتاريخ. يستخدم كيلر ولازاريني، هذا المصطلح في أبحاث الموسيقى المنتشرة في كل مكان (يوبيموس)، بينما يعرّف تورشيت وآخرون. آيو موستي بأنه مجال فرعي من إنترنت الأشياء، حيث يمكن للأجهزة المتداخلة الاتصال ببعضها البعض، مما يساعد على التفاعل بين الموسيقيين والجمهور.
كما هو الحال مع إنترنت الأشياء، فإن إنترنت الأشياء الموسيقية يمكن أن يشمل مجموعة متنوعة من الأنظمة البيئية. لكن بشكل عام، يتميز هذا النوع من التعليم بتوظيفه في الأنشطة الموسيقية (البروفات، والحفلات الموسيقية، والتسجيلات، وتدريس الموسيقى) والاعتماد على مقدمي الخدمات والمعلومات.
بالإضافة إلى المزايا التكنولوجية والفنية التي يقدمها هذا المجال، لا تزال هناك فرص جديدة تنشأ لصناعة الموسيقى، مما يوفر ظهور خدمات وتطبيقات جديدة قادرة على استغلال الترابط بين الأجهزة المنطقية والمادية، مع وضع الغرض الفني دائمًا في الاعتبار.

## الأشياء الموسيقية
يتم تعريف الشيء الموسيقي رسميًا على أنه «جهاز حاسوبي قادر على اكتساب أو معالجة أو تمثيل أو تبادل البيانات التي تخدم غرضًا موسيقيًا». باختصار، هذه الأشياء هي كيانات يمكن استخدامها للتمرين الموسيقي، ويمكن توصيلها بشبكات محلية و/أو بعيدة، وتعمل كمرسلين أو مستقبلين للرسائل. يمكن أن تكون، على سبيل المثال، أداة ذكية (أدوات تستخدم أجهزة استشعار ومشغلات واتصال لاسلكي لمعالجة الصوت)، أجهزة يمكن ارتداؤها أو أي جهاز آخر قادر على التحكم في المحتوى الموسيقي أو توليده أو تنفيذه عبر الشبكة.
على عكس الأجهزة الصوتية التقليدية، مثل الميكروفونات ومكبرات الصوت، فإن الأشياء الموسيقية ليست مفيدة في حد ذاتها، وبالتالي تنشأ الحاجة إلى إدراجها في سلسلة من المعدات. ومن هنا تبرز الحاجة إلى التفكير في المعايير والبروتوكولات ووسائل الاتصال فيما بينهم. وسيتم تحليل هذه التحديات أدناه.

### تحديات إنشاء الأشياء الموسيقية
التحدي الأول يتعلق بالأجهزة المستخدمة في الأشياء الموسيقية. أولاً، يجب أن نضع في الاعتبار أن هذه الأجهزة ليست تناظرية. وبسبب هذا، يمكن إعادة برمجتها ويجب أن يكون لديها اتصال بالإنترنت و/أو إمكانية أخرى للتواصل مع معدات أخرى. ثانياً، فهي ليست أجهزة حاسوبية تقليدية. وهذا يعني أنها مبرمجة لغرض عام، وليس فقط لأداء مهام معينة، كما هو الحال مع الهواتف الذكية وأجهزة الكمبيوتر الشخصية. وأخيرًا، من المهم أن نلاحظ أنه سيتم توظيفهم في سياق فني وموسيقي. وبهذه الطريقة، تصبح الخصائص الجمالية بنفس أهمية الخصائص الحسابية.
ومع ذلك، فإن التحديات المتعلقة بالأجهزة واضحة، وهي تشمل قدرة المعالجة، فضلاً عن سعة التخزين واستهلاك الطاقة للأشياء الموسيقية، والتي يجب أن تكون جيدة بما يكفي لتحمل العروض الفنية، مع عدم جعل هذه الأشياء باهظة الثمن أو غير مريحة أو غير عملية. وبالإضافة إلى ذلك، ينبغي أن يكونوا قادرين على تحمل أدوار مختلفة في سيناريوهات مختلفة. وبالتالي، ينبغي أن تسمح للمستخدمين بإضافة أو إزالة المكونات (مثل أجهزة الاستشعار والمحركات) بهدف أن تكون قابلة للتكيف ومعبرة ومتنوعة.
التحدي الثاني يتعلق بسلوك الأشياء الموسيقية. يجب أن يتبادلوا في المقام الأول بيانات الصوت، ولكن من المستحسن أن يتبادلوا أيضًا بيانات التحكم ومعلمات المعالجة. وبهذا المعنى، يتعين عليهم تكييف نمط التشغيل الخاص بهم حتى يتمكنوا من التعاون مع العناصر الأخرى الموجودة في الشبكة، كما يتعين عليهم تحديث برامجهم ومنطق التشغيل لديهم عن بعد.
إن المحنة الثالثة هي ربما الموضوع الأكثر حساسية والأصعب في التعامل معه. يتعين عليك التفكير في البيانات التي من الممكن مشاركتها وكيفية القيام بذلك. بالنسبة لتنسيقات الصوت، يمكننا أن نفكر في تنسيقات تعديل رمز النبض (PCM)، مثل واف، لأنها الأكثر شيوعًا في أنظمة معالجة الصوت في الوقت الفعلي. ومع ذلك، لا يتم ضمان القضايا مثل زمن الوصول والجودة. من ناحية أخرى، تتطلب الملفات بتنسيق إم بي 3 أو فلاك أو أوغ مزيدًا من المعالجة، وقد يؤدي التأخير الناتج عن ذلك إلى جعل البيئة غير عملية.

### حلول ممكنة لإنشاء أشياء موسيقية
تتضمن الحلول الممكنة لهذه المشكلات استخدام عناصر إنترنت الأشياء الشائعة في ممارسة الموسيقى أو تخصيص قدرات الشبكات نيابة عن الكائنات الصوتية التقليدية. يجب بناء وحدات التأثيرات (مثل دواسات الجيتار) بحيث يكون المستخدم حرًا في إزالة أو إدخال الأزرار والمستشعرات، بينما في وحدات المنطق يكون البرنامج قابلاً للتعديل. يجب أن تقوم المعدات الصوتية بإرسال واستقبال البيانات عبر الشبكة، ويجب أيضًا التحكم فيها عن بعد. يمكن أن يكون هذا مفيدًا لتكييف هذه العناصر مع أنواع البيانات المختلفة المتداولة على الشبكة.
من ناحية أخرى، ستعمل الآلات الموسيقية بشكل مشابه للآلات الموسيقية الذكية، حيث ستكون مُجهزة بأجهزة استشعار ومُشغلات قادرة على التقاط المُحفزات من البيئة ومن الموسيقيين أنفسهم. ويمكن نقل المُساعدات الموسيقية، مثل المسرعات والمُوالف، إلى الوسائط الرقمية، بينما يُمكن التحكم في مُساعدات الأداء، مثل مُدافع الضوء والدخان، ومزامنتها عبر الشبكة.
ومع ذلك، فإن آيو موستي لا يهدف فقط إلى إجراء تعديلات على ما هو موجود بالفعل، ولكن أيضًا إلى إنشاء أجهزة قادرة على توليد وجهات نظر جديدة للممارسات الموسيقية.

## المجالات ذات الصلة
يستعرض هذا القسم بعض مجالات التطبيقات المختلفة التي تدعم بيئة آيو موستي. لا يُقصد بهذه المراجعة أن تكون شاملة، بل تهدف إلى وصف الميزات والوظائف الرئيسية لكل مجال.

### أداء موسيقي شبكي
الأداء الشبكي هو تفاعل آني عبر الآلة، يتيح للفنانين المنتشرين حول العالم التفاعل مع بعضهم البعض كما لو كانوا في بيئة واحدة. ورغم أنه لا يهدف إلى استبدال النموذج التقليدي، إلا أنه يُسهم في إبداع الموسيقى وتفاعلاتها الاجتماعية، مُعززًا الإبداع وتبادل الثقافات.
ومن بين خصائصها الرئيسية: انخفاض زمن الوصول، حيث يجب سماع الأصوات المنتجة بشكل فوري تقريبًا؛ والمزامنة، لمنع التأخيرات الطويلة من إعاقة التفاعل في البيئة؛ والتشغيل البيني من خلال التوحيد القياسي، مما يسمح للأجهزة المختلفة بالتواصل عبر الشبكة؛ وقابلية التوسع، مما يجعل النظام شاملاً ويسمح بالمشاركة الموزعة بين المستخدمين؛ وسهولة التكامل والمشاركة، وهي الجوانب التي تضمن عدم مواجهة المستخدمين لأي صعوبة في العثور على الأجهزة على الشبكة، ويمكنهم الاتصال بها أو الانفصال عنها وقتما يريدون. أما بالنسبة للتحديات في هذا المجال، فيمكن توضيحها من خلال متطلبات النطاق الترددي العالي والترتيب في التدفق المنقول، والحساسية للتأخير في تسليم حزم البيانات.

### الفن التفاعلي
لقد كان التفاعل في الفن دائمًا يتسم بالعلاقة بين الفنان والوسيلة التي يستخدمها لتجسيد العمل، في حين لم يكن للجمهور سوى دور المراقبة السلبية لكل شيء. بدأ هذا يتغير عندما بدأت الحركات الفنية بقيادة آلان كابرو [الإنجليزية] ومجموعتي فلوكسوس وجوتاي في السماح بمشاركة الجمهور بشكل أكثر نشاطًا. وفي هذا السياق، ظهر الفن التفاعلي، الذي يتميز بأنه يسمح للمشاهد بدرجة من المشاركة الفعالة في العرض، إما بالتجول بين المنشآت والمنحوتات، أو من خلال إنتاج الأصوات والصور والحركات.
صُممت بنية هذه البيئات للتعامل مع أنواع مختلفة من الإشارات، بدءًا من الصوت والفيديو وصولًا إلى الإشارات الصادرة عن جسم الإنسان، مثل نبضات القلب. ولذلك، فهي تتطلب أيضًا وظائف تضمن التوافق وتعالج تأخيرات تسليم البيانات.

### الموسيقى في كل مكان
الموسيقى المنتشرة، والتي عادة ما يتم اختصارها إلى يوبيموس، هي مجال بحث يجمع بين الموسيقى والتكنولوجيا والعمليات الإبداعية مع المشاركة الاجتماعية والمجتمعية القوية. ورغم أن مقترحها الأصلي يركز على إنتاج الموسيقى، إلا أن التطورات التكنولوجية الحالية فتحت أبعاداً اجتماعية ومعرفية جديدة لهذا المجال، مما دفعه إلى الاهتمام بشكل متزايد بالمواضيع التعليمية والفنية. وبالتالي، فإن وجهات النظر الحالية تشمل تنوعًا واسعًا من الموضوعات والجهات الفاعلة، بدءًا من المشاركين العاديين إلى الموسيقيين المدربين تدريبًا عاليًا.
يدعم نظام يوبيموس دمج أدوات الصوت والتفاعل مع الجمهور، ويمكن إعادة تصميمه لتلبية احتياجات المستخدمين. وبالتالي، لا تعتمد المفاهيم المطلوبة على تطبيقات محددة. ومن الميزات المهمة الأخرى النهج المفاهيمي والاعتماد على الأساليب التجريبية. تُشجع هذه الجوانب على تطوير تقنيات إنتاج الموسيقى، وخاصةً تلك التي تستخدم الأشياء والمساحات المشتركة في الحياة اليومية للمشاركين في هذه العملية.

### الصوت على الويب والحوسبة السحابية والحوسبة الحافة
Web Audio عبارة عن واجهة برمجة تطبيقات JavaScript لمعالجة الصوت وتوليفه في تطبيقات الويب، وهو يمثل تطوراً تكنولوجيًا في هذا القطاع. ويقدم بعض الميزات المشتركة بين برامج DAW، مثل توجيه إشارة الصوت، وانخفاض زمن الوصول، وتطبيق التأثيرات. كما يسمح أيضًا بالعروض الشبكية التشاركية ويوسع قدرات استخدام الهواتف الذكية في هذه الوسائط.
تستخدم بيئته عُقدًا صوتية لمعالجة الصوت في سياق موسيقي. تتصل هذه العُقد بمدخلاتها ومخرجاتها لإنشاء مسارات لتوجيه الصوت، والذي تُعدّله عُقد التأثيرات أثناء ذلك. بهذه الطريقة، يدعم البرنامج مصادر متعددة بتصميمات مختلفة، بالإضافة إلى مرونته وقدرته على إنشاء وظائف معقدة بتأثيرات ديناميكية.
يمهد Web Audio الطريق لاستخدام متصفحات الويب للأغراض الموسيقية. ومن بين المزايا التي لوحظت من هذا التوزيع السهل (لا يتطلب التثبيت) والصيانة، واستقلال المنصة والهندسة المعمارية، والأمان (يمكن للمتصفح منع المكونات الإضافية ذات السلوك غير الصحيح من التأثير على النظام)، وظهور أنواع جديدة من التعاون.
من ناحية أخرى، فإن الحوسبة السحابية هي بنية مكونة من خوادم موزعة تحاكي شبكة مركزية، مما يسمح بموازنة التحميل وتكرار الموارد، وتقليل كمية استهلاك الشبكة وتحسين قابليتها للتوسع وموثوقيتها. ويهدف إلى توفير العديد من الخدمات، بدءًا من تخزين الملفات وحتى التواصل بين تطبيقات الموسيقى، مما يوفر مستوى غير مسبوق من المشاركة والأداء.
ميزتها الرئيسية هي تمكين المستخدمين من الوصول إلى الخدمات دون الحاجة إلى معرفة التقنية المستخدمة. وبالتالي، يمكنهم الوصول إليها عند الطلب وبغض النظر عن موقعهم. ومن النقاط الأخرى الجديرة بالاهتمام في هذه الشبكة: اتساع نطاق الوصول، والمرونة، وإدارة الموارد.
تتكون البنية التحتية للحوسبة السحابية في الغالب من عدد كبير من الأجهزة المادية المتصلة ببعضها البعض في شبكة. يتمتع كل جهاز بنفس تكوينات البرامج، ولكن قد يختلف في وحدة المعالجة المركزية، واستخدام الذاكرة، وسعة تخزين القرص. تم تطوير هذا النموذج مع وضع ثلاثة أهداف رئيسية في الاعتبار: i) تقليل التكلفة في الحصول على العناصر التي تشكل البنية التحتية للشبكة وتكوينها، مما يسمح لها بأن تكون غير متجانسة وقابلة للتكيف مع الموارد المطلوبة؛ ii) المرونة في إضافة أو استبدال موارد الحوسبة؛ iii) سهولة الوصول إلى الخدمات التي تقدمها، حيث يحتاج المستخدمون فقط إلى أن يكون لدى أجهزتهم نظام تشغيل ومتصفح واتصال بالإنترنت للوصول إلى الموارد المتاحة في السحابة.
وعلى الرغم من كل المزايا المذكورة أعلاه حول استخدام الحوسبة السحابية، فإن وضع التشغيل المركزي الخاص بها يخلق الكثير من أحمال الخدمة على الشبكة، وخاصة على التكاليف وموارد النطاق الترددي لنقل البيانات. بالإضافة إلى ذلك، يتدهور أداء الشبكة مع زيادة كمية البيانات. ولمعالجة هذه المشكلة، ظهرت الحوسبة الحافة، وهي نموذج يجمع بين خصائص الحوسبة السحابية والاتصال في الوقت الفعلي. يشير مصطلح «الحافة» إلى جميع الموارد الحسابية والشبكية بين مصادر البيانات وخوادم السحابة. بهذه الطريقة، لا تستهلك الكائنات الموجودة في البيئة البيانات والخدمات فحسب، بل تؤدي أيضًا معالجة حسابية، مما يقلل الضغط على الشبكة ويقلل بشكل كبير من زمن الوصول في تبادل الرسائل.
وتتمحور السمات الرئيسية لهذا النموذج الحوسبي حول التوزيع الجغرافي، ودعم التنقل، والتعرف على الموقع، وموارد وخدمات الحوسبة القريبة من المستخدم النهائي، وانخفاض زمن الوصول، وحساسية السياق، والتباين.

### التقنيات القابلة للارتداء
تُعد الحوسبة القابلة للارتداء نهجًا جديدًا أعاد تعريف الطريقة التي يتم بها التفاعل بين الإنسان والآلة، حيث تصبح الأجهزة الإلكترونية متصلة مباشرة بجسم المستخدم. وتسمى هذه الأجهزة بالأجهزة القابلة للارتداء، وهي مصممة بطريقة تجعل التقنيات والهياكل التي تحتويها غير محسوسة، وتعمل بمثابة امتداد للكائن البشري. من بين النماذج الأكثر شعبية اليوم الساعات الذكية والأساور الذكية.
وعلى الرغم من صغر حجمها، فهي قادرة على الكشف المستمر وجمع وتحميل العديد من البيانات الفسيولوجية والحسية، والتي تهدف إلى تحسين الأنشطة اليومية النموذجية مثل إجراء المدفوعات، والمساعدة في تتبع الموقع، ومراقبة الصحة البدنية والعقلية، وتوفير التحليلات حول بعض الأنشطة البدنية، والمساعدة في الممارسة الفنية.
ويجب أن تكون هذه الأجهزة قادرة على تحقيق ثلاثة أهداف رئيسية: تخصيص القدرة على الحركة للمستخدم، أي السماح له باستخدام الجهاز في مواقع مختلفة؛ وتعزيز الواقع، مثل توليد صور أو أصوات ليست جزءًا من العالم الحقيقي؛ وتوفير حساسية السياق، وهي قدرة المعدات على التكيف مع البيئات والمحفزات المختلفة.
من المهم ملاحظة أنه على الرغم من تمتعها بإمكانية الاتصال وقدرتها على معالجة كميات هائلة من البيانات، فليست جميع الأجهزة القابلة للارتداء عناصر إنترنت الأشياء، وبالتالي، ليست كلها عناصر إنترنت الأشياء. ولتُعتبر كذلك، يجب أن تكون متصلة بالإنترنت.
وتبعًا لخط تفكير مختلف قليلاً، ولكن لا يزال يستخدم مفاهيم من الحوسبة القابلة للارتداء، تأتي المنسوجات الإلكترونية. وتتكون هذه الأجهزة من ملابس معززة بأجهزة استشعار وتتمتع ببعض المزايا مقارنة بالأجهزة القابلة للارتداء، مثل المزيد من الراحة، وواجهات أكثر طبيعية للتفاعل البشري، وتدخل أقل. ومن هنا، يمكن تصنيف الأجهزة الإلكترونية التي يتم ارتداؤها بجوار جسم الإنسان وفقًا للموقع الذي يتم إدخالها فيه (المعصم، الرأس، القدمين وما إلى ذلك) وما إذا كانت موجودة بالفعل أو لا تزال في مرحلة النموذج الأولي.

## تحديات آيو موستي
بالإضافة إلى مواجهة المشاكل المتأصلة في استخدام التكنولوجيا وأيضًا تلك الموجودة في إنترنت الأشياء، يواجه إنترنت الأشياء الموسيقية مشاكل محددة، تتراوح بين القضايا التقنية والفنية والبيئية. وفيما يلي أبرز هذه المشاكل.

### تحديات التكنولوجيا
تعتمد إمكانية حدوث آيو موستي على جوانب الشبكة مثل النطاق الترددي والزمن الكامن والتذبذب. ومن هنا، فإنه من الضروري أن تقوم هذه الشبكات بتوسيع نطاق عملها إلى ما هو أبعد من أحدث التقنيات الحالية، وذلك لتوفير ظروف اتصال أفضل والتعامل مع الجوانب الثلاثة المذكورة، بالإضافة إلى ضمان المزامنة والجودة الجيدة لتمثيل المحتوى الصوتي المتعدد الوسائط.
فيما يتعلق بزمن الوصول والموثوقية والمزامنة، تُعدّ هذه المتطلبات من أهم متطلبات نقل الصوت عبر الشبكة وفي الوقت الفعلي، سواءً محليًا أو عن بُعد، سلكيًا أو لاسلكيًا. ويحدث هذا بسبب الطبيعة العشوائية لهذا النوع من الاتصالات، مما قد يُسبب فقدانًا في البيانات المرسلة وعدم تزامنها، حتى في الشبكات الصغيرة.
فيما يتعلق بالمزامنة، يصعب تحقيقها على الأجهزة التي لا تشترك في نفس الساعة العالمية. حتى في هذه الحالات، ولكن مع وجود أجهزة على شبكات مختلفة، يلزم إعادة المزامنة من وقت لآخر. البروتوكولات الحالية غير كافية لتلبية هذا الطلب.
تكمن أهمية مناقشة قابلية التشغيل البيني وتوحيد معايير الأجهزة الموجودة في هذه البيئة في أن هذه المفاهيم تُعدّ ركائز أساسية لتطبيقها. ويعود ذلك إلى أن هذه الأجهزة لا تعرف بعضها البعض مسبقًا، ولا تملك معلومات عن العناصر التي ستتصل بها. ولكن نظرًا لتباين هذه الأجهزة، فإنها في كثير من الأحيان لا تعمل وفق نفس البروتوكولات، ولا تستطيع تفسير البيانات الواردة من الأجهزة المجاورة.

### التحديات الفنية
الفرق الرئيسي بين إنترنت الأشياء وإنترنت الموسيقى هو اهتمام المجال الأول بالقضايا الفنية. على الرغم من المزايا التي توفرها، كإمكانية الإبداع بين الموسيقيين المنتشرين في مواقع مختلفة حول العالم، والتواصل الواسع، وأشكال جديدة من مشاركة الجمهور، إلا أن بعض المشاكل تبرز. من بينها، القطيعة مع النموذج التقليدي للتفاعلات الفنية، كما هو الحال في الفرق الموسيقية والأوركسترا؛ ونقص التغذية الراجعة البصرية؛ وصعوبة اختيار العناصر التي سيتم عرضها و/أو التحكم بها من قبل الجمهور؛ وغياب أنظمة احتياطية للحفلات الموسيقية عن بُعد؛ والأجهزة باهظة الثمن، ويصعب الوصول إليها، وغير مريحة، ونقص الاستثمار اللازم لإنشاء البنية التحتية اللازمة.

### التحديات القانونية والخصوصية والأمن
ومع الكم الهائل من البيانات التي يتم توليدها في هذه البيئات، تنشأ المخاوف القانونية بشأن البيانات الشخصية، حيث تتمكن الأجهزة من جمع المعلومات من المستخدمين المشاركين في العملية. وتظهر أيضًا قضايا تتعلق بانتهاك المواد المحمية، وانتهاك حقوق النشر، وانتهاك الملكية الفكرية.
ومن الجدير بالذكر أيضًا القضايا الأمنية. نظرًا لأنه نظام يتواصل عبر الشبكة، فإن آيو موستي عرضة لمحاولات سرقة البيانات الحساسة وهجمات رفض الخدمة وأحصنة طروادة. تتضمن الحلول الممكنة استخدام خوارزميات التشفير، ولكن هذا قد يؤدي إلى ارتفاع استهلاك الطاقة والذاكرة في الأجهزة.

### التحديات الاجتماعية
كان هربرت ماركوز أحد أوائل المفكرين الذين قاموا بتحليل تأثير التكنولوجيا على المجتمع. ومن بين المشاكل التي ذكرها المؤلف: وفرة التكنولوجيا لجزء من السكان وندرتها لجزء آخر؛ وتحديد المعايير والمتطلبات من قبل الطبقة الحاكمة ؛ وخضوع العمال للشركات الكبرى؛ والاحتفاظ بالقوة الاقتصادية وفقدان الفردية في الفكر. كل هذه المشاكل موجودة في آيو موستي أيضًا.
وبالإضافة إلى ذلك، يمكن أن تتفاقم مشاكل أخرى، مثل عدم تجانس الوصول إلى التكنولوجيات، حيث لا يتمتع الأشخاص الذين يعيشون في المناطق الحضرية أو الريفية بنفس إمكانيات الوصول مثل الأشخاص الذين يعيشون في المناطق الأكثر كثافة؛ ونقص البنية الأساسية، مما يزيد من الاختلاف الاجتماعي والثقافي بين الناس والطبقات؛ والاستهلاك المفرط، والحاجة المستمرة إلى الابتكار، والفصل الاجتماعي.

### التحديات الاقتصادية
في حين أن آيو موستي يمكن أن يحدث ثورة في صناعة الموسيقى من خلال توفير خوارزميات الذكاء الاصطناعي القادرة على خلط الصوت وتغييره، مما يقلل من تكاليف الإنتاج، فإنه يمكن أن يؤثر أيضًا سلبًا على الجزء الإبداعي من هذا المجال من خلال استبدال المهام البشرية بحلول تعتمد على الآلة، فضلاً عن التسبب في انخفاض فرص العمل في هذا المجال.

### التحديات البيئية
مع نمو الأجهزة الكهربائية والإلكترونية التي تولدها هذه المنطقة، هناك أيضًا قلق بشأن القضايا البيئية، وخاصة تلك المتعلقة بتوليد النفايات، والتلوث في صنع واستخدام هذه المواد، واستخدام المواد الكيميائية التي يمكن أن تكون سامة، واستخدام الموارد غير المتجددة، واحتمال حدوث اضطرابات بيئية.

## سيناريوهات الاستخدام المحتملة
يسمح آيو موستي بإعادة التفكير في بعض الأنشطة الموسيقية، مثل العروض الحية والتدريبات، مما يضاعف إمكانيات التفاعل بين الممثلين المشاركين في هذه السيناريوهات (الموسيقيون، الجمهور، مهندسو الصوت، المعلمون، الطلاب، إلخ). وبناء على هذا التوضيح الموجز، فمن الممكن أن نفكر في بعض سيناريوهات الاستخدام المفصلة أدناه.

### السيناريو 1 – تجارب معززة وغامرة
تخيل أنه عندما يصل الأشخاص إلى حفل موسيقي لفرقتهم المفضلة، فإنهم يستطيعون اختيار واجهات مختلفة لمرافقتهم طوال الأداء. قد يختار شخص ما النظارات الذكية (جهاز حاسوبي يضيف معلومات وفقًا لما يراه مرتديها)، ويختار آخر سوارًا يستجيب للمحفزات الموسيقية، ويختار ثالث مجموعة من أجهزة الاستشعار ومكبرات الصوت. يمكن لجميع هذه الكائنات تتبع تحركات المستخدم وإرسال هذه المعلومات إلى الفرقة. وبدورها، يمكن للفرقة أن تصمم أدائها وفقًا لمشاعر الجمهور، فضلاً عن إرسال محفزات لهم يتم تفسيرها من خلال الأشياء التي يرتدونها.

### السيناريو 2 – جلسات الاستماع المشتركة والجلسات الاستماع عن بعد
تخيلوا مرة أخرى مستخدمين يرتدون أجهزةً قادرة على التقاط بياناتهم الفسيولوجية. من خلال تسجيل حركات مرتديها ومشاعره (مثل معدل ضربات القلب)، يمكن للموسيقيين اختيار الأغنية التالية، ويمكن لمصممي الرقصات ابتكار خطوات تناسب المشاعر المسجلة على النحو الأمثل، ويمكن للجمهور نفسه استخدام هذه البيانات للتحكم في العناصر التي تُسهم في العرض، مثل مدافع الضوء والدخان.
في هذه الأثناء، يمكن للأشخاص الذين لم يتمكنوا من حضور مكان العرض جسديًا تجربة الحفل باستخدام نظارات الواقع الافتراضي أو أنظمة الفيديو بزاوية 360 درجة، مما يسمح لهم برؤية ما وراء كواليس [الإنجليزية] المسرح والتفاصيل وراء الموسيقيين. ويتوقع آيو موستي أيضًا إمكانية وجود تطبيق يسمح بالتحكم عن بعد. بهذه الطريقة، يمكن تعديل الجوانب الموجودة في الحفل من قبل الجمهور الموجود في جميع أنحاء العالم.

### السيناريو 3 – التدريبات عن بعد
السيناريو المحتمل الآخر هو الاستوديو الذي يستخدم مفاهيم آيو موستي لتسجيل الفنانين المنفردين والثنائيات والمجموعات الصغيرة بالإضافة إلى الأوركسترا مع مجموعة متنوعة من الآلات. ولتحقيق هذه الغاية، يمكن لواجهة التسجيل تعديل حجمها وفقًا لكمية المعدات المتصلة بها. يمكن للموسيقيين التسجيل حتى لو لم يكونوا في نفس الموقع المادي، ويمكن تسجيل ملفات الصوت لخلطها وإتقانها لاحقًا. تتضمن الاحتمالات الأخرى التقاط الصوت من أداة ليست في نفس الموقع المادي، والمزج عن بعد وتكوين أنظمة الصوت، والحصول على بيانات الأداء من الموسيقيين، وغير ذلك الكثير.

### السيناريو 4 – تعلم الموسيقى
يُثري آيو موستي تعلم الموسيقى من خلال إتاحة استخدام تطبيقات تعرض النوتات الموسيقية المُراد عزفها، وتلتقط الصوت آنيًا، وتقترح تحسينات. كما يُمكن استخدام نظارات ذكية تُشير إلى الوضع الصحيح للأصابع على الآلة الموسيقية، وتُشارك البيانات في السحابة، حيث يُمكن للمعلمين الاطلاع عليها، حيث يُشيرون إلى التحسينات والخطوات التالية.

### السيناريو 5 – جلسة ارتجال مع الآلات الكهربائية الصوتية والأشياء الموسيقية
يتعلق هذا النموذج بجلسة موسيقية [الإنجليزية] تجمع بين الآلات التقليدية والأجهزة الإلكترونية التي تتبادل المعلومات عبر شبكة. يمكن توصيل هذه الآلات بمكبرات الصوت أو توصيلها بأجهزة التصحيح، بينما يقوم المستخدمون/الموسيقيون بالتحكم بها من أنظمة الكمبيوتر. يمكن عرض العناصر الرسومية مثل مقاطع الفيديو والرسوم المتحركة والمعلومات الموسيقية لمساعدة العملية؛ يمكن لبعض المستخدمين المشاركة فقط عن طريق التحكم في معلمات الأدوات، مثل مستوى الصوت والتسجيل وتأثيرات الأدوات (التأخير والصدى، على سبيل المثال)، بالإضافة إلى تغيير الألوان والدقة في الرسومات. كما أنها قادرة على وجود فني صوت يدير الاتصالات، ويزيل تلك التي لديها سعة اتصال الشبكة المنخفضة أو يربط أولئك الذين يرغبون في تبادل المعلومات.